# Jacek Piszczek
Jacek Piszczek (ur. 1956 w Zielonej Górze, zm. 15 października 2024) – polski biolog, doktor habilitowany nauk rolniczych w zakresie agronomii, profesor nadzwyczajny
Instytutu Ochrony Roślin – Państwowego Instytutu Badawczego, specjalista w zakresie fitopatologii i mykologii, przewodniczący Akademickiego Klubu Obywatelskiego im. Prezydenta Lecha Kaczyńskiego w Toruniu.

## Życiorys
W 1980 ukończył studia na kierunku biologia środowiskowa w Uniwersytecie Mikołaja Kopernika. W Instytucie Hodowli i Aklimatyzacji Roślin – Państwowym Instytucie Badawczym uzyskał w 1992 na podstawie rozprawy pt. Ochrona plantacji nasiennych buraka a zdrowotność nasion stopień naukowy doktora nauk rolniczych dyscyplina: agronomia specjalność: agronomia. Tam też na podstawie dorobku naukowego oraz monografii pt. Epidemiologia chwościk buraka (Cercospora beticola) w centralnej Polsce nadano mu w 2010 stopień naukowy doktora habilitowanego nauk rolniczych w dyscyplinie agronomia.
W 2011 został profesorem nadzwyczajnym w Instytucie Ochrony Roślin – Państwowym Instytucie Badawczym, a od 2018 do 2022 pełnił funkcję dyrektora tego instytutu.
Objął w 2016 stanowisko przewodniczącego zarządu Akademickiego Klubu Obywatelskiego im. Prezydenta Lecha Kaczyńskiego w Toruniu.
Autor i współautor ponad 100 publikacji naukowych. 

## Odznaczenia
- Brązowy Krzyż Zasługi (2008)[2]
- Złoty Krzyż Zasługi (2020)[2]
- odznaka honorowa „Zasłużony dla Rolnictwa”[2]